# 1992 w muzyce
Wydarzenia muzyczne w 1992 roku.

## Wydarzenia
- 20 kwietnia – koncert poświęcony pamięci Freddiego Mercury’ego na Wembley
- Jimi Hendrix wybrany na najwybitniejszego gitarzystę wszech czasów w plebiscycie magazynu muzycznego „Rolling Stone”[1].

## Urodzili się
- 2 stycznia – August 08, amerykański muzyk i piosenkarz (zm. 2023)
- 5 stycznia – Suki Waterhouse, brytyjska piosenkarka, autorka tekstów, aktorka i modelka
- 7 stycznia – Børns, właśc. Garrett Borns, amerykański piosenkarz i autor tekstów piosenek
- 8 stycznia – Iron, południowokoreański raper (zm. 2021)
- 11 stycznia
  - Audien, amerykański DJ i producent muzyczny
  - Michel Truog, szwajcarski piosenkarz
- 12 stycznia – Sarius, właśc. Mariusz Golling, polski raper
- 16 stycznia – Maja Keuc, słoweńska piosenkarka
- 18 stycznia – Dom Dolla, australijski DJ, autor tekstów i producent muzyczny
- 19 stycznia – Mac Miller, właśc. Malcolm James McCormick Jr., amerykański raper, autor tekstów i producent muzyczny (zm. 2018)
- 20 stycznia – C-Joe, szwedzki piosenkarz
- 24 stycznia – Sabina Křováková, czeska piosenkarka
- 31 stycznia – Victor Crone, szwedzki piosenkarz i gitarzysta
- 1 lutego
  - F1lthy, amerykański producent muzyczny
  - Yungen, brytyjski raper, piosenkarz i autor tekstów
- 4 lutego – Dawid Runtz, polski dyrygent
- 5 lutego – Kejsi Tola, albańska piosenkarka
- 7 lutego – Jain, właśc. Jeanne Galice, francuska piosenkarka
- 9 lutego
  - Feduk, właśc. Fiodor Insarow, rosyjski raper i piosenkarz
  - Avan Jogia, kanadyjski aktor i piosenkarz
- 12 lutego
  - Dmitrij Szyszkin, rosyjski pianista
  - Soyou, południowokoreańska piosenkarka i aktorka
- 14 lutego – Fredrik Lundman, szwedzki piosenkarz i autor tekstów
- 17 lutego – Meaghan Jette Martin, amerykańska aktorka i piosenkarka
- 22 lutego – Peter Pou, dominikański piosenkarz
- 28 lutego – Lauri Uuspelto, fiński muzyk, kompozytor i gitarzysta
- 4 marca – Dyo, brytyjska piosenkarka
- 8 marca – Uki Satake, japońska piosenkarka, aktorka i dziennikarka radiowa, członkini zespołu 9nine
- 9 marca – Cornelia Jakobs, szwedzka piosenkarka i autorka tekstów
- 10 marca – Emily Osment, amerykańska aktorka, piosenkarka i autorka tekstów piosenek
- 12 marca – Jo Mersa Marley, jamajski wokalista reggae (zm. 2022)
- 13 marca – Ozuna, właśc. Juan Carlos Ozuna Rosado, portorykański piosenkarz
- 21 marca – Aleksandra Szmyd, polska śpiewaczka operowa (sopran)
- 23 marca
  - Vanessa Morgan, kanadyjska aktorka i piosenkarka
  - Topic, niemiecki DJ i producent muzyczny
- 1 kwietnia
  - Lola Índigo, hiszpańska piosenkarka, autorka tekstów i tancerka
  - Sieneke, właśc. Sieneke Ashley Kristel Peeters, holenderska piosenkarka
- 4 kwietnia
  - Ricky Dillon, amerykański piosenkarz, autor tekstów i youtuber
  - Nina Kraljić, chorwacka piosenkarka i aktorka dubbingowa
  - Nathan Trent, austriacki piosenkarz
- 7 kwietnia – Alexis Jordan, amerykańska piosenkarka
- 14 kwietnia
  - Josylvio, holenderski raper
  - Arek Kłusowski, polski piosenkarz, autor tekstów i kompozytor
- 15 kwietnia – Amy Deasismont, szwedzka piosenkarka muzyki pop i aktorka
- 16 kwietnia – Ronnie Flex, holenderska raperka, piosenkarka i producentka muzyczna
- 22 kwietnia – Dyro, holenderski DJ i producent muzyczny
- 23 kwietnia – OG Maco, właśc. Benedict Chiajulam Ihesiba Jr., amerykański raper (zm. 2024)
- 24 kwietnia
  - Doc Shaw, właśc. Larramie Cortez Shaw, amerykański aktor, piosenkarz i raper
  - B.R.O, właśc. Jakub Birecki, polski raper i producent muzyczny
  - Joe Keery, amerykański aktor, piosenkarz, autor tekstów i muzyk
- 28 kwietnia – Christabelle Borg, maltańska piosenkarka, autorka tekstów i prezenterka telewizyjna
- 30 kwietnia – Travis Scott, amerykański raper
- 1 maja
  - Tadeusz Seibert, polski piosenkarz i aktor
  - Teya Dora, serbska piosenkarka, autorka tekstów i producentka muzyczna
- 2 maja
  - Vanessa Mai, niemiecka wokalistka zespołu Wolkenfrei
  - Örs Siklósi[2], węgierski piosenkarz, wokalista zespołu AWS, reprezentant Węgier w Konkursie Piosenki Eurowizji 2018 (zm. 2021)[3]
- 4 maja – Grace Phipps, amerykańska aktorka, piosenkarka i tancerka
- 5 maja
  - Danny Ocean, wenezuelski piosenkarz, autor tekstów i producent muzyczny
  - Miss Monique, ukraińska DJ-ka i producentka muzyczna
- 10 maja
  - Jake Zyrus, filipiński piosenkarz
  - Damso, belgijsko-kongijski raper
- 18 maja – Luke Black, serbski piosenkarz i autor tekstów
- 19 maja – Sam Smith, brytyjski piosenkarz muzyki pop, kompozytor i autor tekstów piosenek
- 21 maja
  - Chloe Angelides, amerykańska piosenkarka i autorka tekstów
  - Hutch Dano, amerykański aktor, scenarzysta, producent, muzyk i piosenkarz
- 23 maja – Paul Rey, szwedzki piosenkarz
- 24 maja – Evangelia, grecko-amerykańska piosenkarka
- 30 maja – Creeds, francuski DJ i producent muzyczny
- 4 czerwca – Dino Jelusić, chorwacki piosenkarz
- 5 czerwca – Łukasz Krupiński, polski pianista
- 6 czerwca – Hyuna, południowokoreańska piosenkarka, raperka i tancerka, członkini zespołów Wonder Girls, 4minute i Trouble Maker
- 7 czerwca – Franka Batelić, chorwacka piosenkarka i autorka tekstów
- 9 czerwca – Pietro Lombardi, niemiecki piosenkarz
- 13 czerwca – Otilia Brumă, rumuńska piosenkarka
- 25 czerwca – Leonora Armellini, włoska pianistka
- 26 czerwca – Jennette McCurdy, amerykańska aktorka i piosenkarka
- 27 czerwca – Gilli, duński raper i aktor
- 30 czerwca – Daði Freyr, islandzki piosenkarz, autor tekstów, producent muzyczny i kompozytor
- 3 lipca – Molly Sandén, szwedzka piosenkarka, prezenterka telewizyjna i aktorka dubbingowa
- 4 lipca – Basim, właśc. Anis Basim Moujahid, duński piosenkarz i autor tekstów
- 7 lipca – Sophie Simmons, amerykańsko-kanadyjska piosenkarka, osobowość telewizyjna i modelka
- 10 lipca – Clara Luciani, francuska piosenkarka i autorka tekstów
- 13 lipca – Rich the Kid, właśc. Dimitri Leslie Roger, amerykański raper, piosenkarz, autor tekstów, producent muzyczny i aktor
- 15 lipca
  - Vald, francuski raper
  - Porter Robinson, amerykański DJ, piosenkarz, autor tekstów i producent muzyczny
- 16 lipca
  - Guzior, właśc. Mateusz Bluza, polski raper i autor tekstów
  - Igo, właśc. Igor Marek Walaszek, polski piosenkarz, autor tekstów, kompozytor i przedsiębiorca
- 18 lipca – Bishop Briggs, brytyjska piosenkarka, autorka tekstów i muzyk
- 20 lipca – Jordan Rodrigues, australijski piosenkarz, tancerz i aktor
- 21 lipca
  - Andrew Rayel, mołdawski DJ i producent muzyczny
  - Charlotte de Witte, belgijska DJ-ka i producentka muzyczna
- 22 lipca – Selena Gomez, amerykańska piosenkarka muzyki pop i aktorka
- 27 lipca – Tory Lanez, kanadyjski raper, piosenkarz, autork tekstów, producent muzyczny, reżyser teledysków i projektant mody
- 2 sierpnia – Charli XCX, właśc. Charlotte Emma Aitchison, brytyjska piosenkarka
- 4 sierpnia – Tiffany Evans, amerykańska piosenkarka i autorka tekstów piosenek
- 5 sierpnia – Krzysztof Książek, polski pianista
- 7 sierpnia – Ariel Camacho, meksykański piosenkarz (zm. 2015)
- 18 sierpnia
  - Daria Zawiałow, polska piosenkarka, autorka tekstów i kompozytorka
  - Leh, właśc. Michał Leszner, polski raper i autor tekstów (zm. 2019)
- 20 sierpnia
  - Demi Lovato, amerykańska piosenkarka muzyki rock i R&B, kompozytorka i pisarka tekstów
  - Alex Newell, amerykański aktor i piosenkarz
- 23 sierpnia – Kim Gloss, niemiecka piosenkarka polskiego pochodzenia
- 25 sierpnia
  - Kaytranada, haitańsko-kanadyjski DJ, piosenkarz, raper, autor tekstów i producent muzyczny
  - Ivy Quainoo, niemiecka piosenkarka
  - Emily Warren, amerykańska piosenkarka i autorka tekstów
- 27 sierpnia
  - Blake Jenner, amerykański aktor i piosenkarz
  - Vincent Tomas, amerykański wokalista zespołu US5
- 31 sierpnia – Spencer Sutherland, amerykański piosenkarz i autor tekstów
- 2 września – Rae Morris, brytyjska piosenkarka i autorka tekstów
- 3 września
  - August Alsina, amerykański raper
  - Paweł Kapuła, polski dyrygent
- 7 września – Kesi, duński raper i autor tekstów
- 11 września – Sandro Cavazza, szwedzki piosenkarz i autor tekstów
- 12 września
  - Olga Jankowska, polska aktorka i piosenkarka
  - Mahmood, właśc. Alessandro Mahmoud, włoski piosenkarz egipsko-sardyńskiego pochodzenia
- 14 września – Zico, właśc. Woo Ji-ho, południowokoreański raper, producent muzyczny, piosenkarz i autor tekstów; leader boysbandu Block B
- 16 września – Nick Jonas, amerykański piosenkarz, autor tekstów, kompozytor i aktor
- 18 września – Jake Roche, brytyjski piosenkarz, muzyk i aktor, wokalista zespołu Rixton
- 19 września – Z.B.U.K.U, właśc. Michał Buczek, polski raper
- 20 września – Səfurə Əlizadə, azerska piosenkarka muzyki pop, występująca jako Safura
- 21 września
  - Arlissa, brytyjska piosenkarka i autorka tekstów
  - Eva Celia, właśc. Eva Celia Lesmana, indonezyjska aktorka i piosenkarka
- 24 września – Jay Whiss, kanadyjski raper i autor tekstów
- 25 września – Teddy Swims, amerykański piosenkarz i autor tekstów
- 27 września – Ryan O’Shaughnessy, irlandzki piosenkarz, autor tekstów i były aktor
- 29 września – Zhou Shen, chiński piosenkarz
- 1 października – Presto, niemiecki raper (zm. 2024)
- 5 października – Mercedes Lambre, argentyńska aktorka, piosenkarka, tancerka i modelka
- 9 października – Tyler James Williams, amerykański aktor, piosenkarz i raper
- 11 października
  - Elżbieta Steinmetz, niemiecka piosenkarka i pianistka zespołu Elaiza
  - Cardi B, amerykańska raperka
- 17 października – Jacob Artist, amerykański aktor, piosenkarz i tancerz
- 18 października – Katarzyna Sienkiewicz, polska muzykolog, piosenkarka, autorka tekstów, dziennikarka muzyczna, aktorka i klawiszowiec zespołu Kwiat Jabłoni
- 20 października – Taz Taylor, amerykański producent muzyczny i autor tekstów
- 22 października – 21 Savage, właśc. Shéyaa Bin Abraham-Joseph, amerykański raper
- 23 października – Eduard Romaniuta, mołdawski piosenkarz
- 30 października – Greeicy, właśc. Greeicy Yeliana Rendón Ceballos, kolumbijska aktorka i piosenkarka
- 31 października – Tezzo Touchdown, amerykański raper, piosenkarz, autor tekstów i producent muzyczny
- 1 listopada – Sigala, brytyjski DJ i producent muzyczny
- 7 listopada – Mia Dimšić, chorwacka piosenkarka i autorka tekstów
- 11 listopada – Iris Kroes, holenderska piosenkarka, autorka tekstów i harfistka
- 19 listopada
  - Tove Styrke, szwedzka piosenkarka i autorka tekstów
  - Juju, niemiecka raperka
- 21 listopada
  - Davido, nigeryjski piosenkarz, autor tekstów i producent muzyczny
  - Conor Maynard, brytyjski piosenkarz i aktor
- 23 listopada – Miley Cyrus, amerykańska aktorka i piosenkarka muzyki pop
- 26 listopada – Anuel AA, portorykański raper i piosenkarz
- 27 listopada – Alicja Boratyn, była wokalistka zespołu Blog 27, obecne solowa wokalistka
- 28 listopada – Adam Hicks, amerykański aktor i raper
- 2 grudnia – Szymon Mechliński, polski śpiewak operowy (baryton)
- 4 grudnia – Jin, właśc. Kim Seok-jin, południowokoreański piosenkarz, członek boysbandu BTS
- 11 grudnia – Jonna Fraser, holenderski raper i piosenkarz
- 12 grudnia – Douwe Bob, właśc. Douwe Bob Posthuma, holenderski piosenkarz
- 14 grudnia
  - Marta Burdynowicz, polska aktorka i piosenkarka
  - Tori Kelly, amerykańska piosenkarka, autorka tekstów i producentka muzyczna
- 18 grudnia – Bridgit Mendler, amerykańska aktorka i piosenkarka
- 23 grudnia
  - Honorata Skarbek, polska piosenkarka
  - Fabian Halbig, niemiecki perkusista zespołu Killerpilze
- 26 grudnia – Jade Thirwall, brytyjska piosenkarka, wokalistka zespołu Little Mix
- 30 grudnia – Seo Yu-na, południowokoreańska piosenkarka i aktorka, członkini zespołu AOA

## Zmarli
- 2 stycznia – Krzysztof Missona, polski dyrygent, profesor (ur. 1923)
- 20 stycznia – Krzysztof „Koben” Grela, polski perkusista rockowy, członek grupy Siekiera (ur. 1961)
- 29 stycznia – Willie Dixon, amerykański basista, wokalista, autor tekstów i producent (ur. 1915)
- 3 lutego – Edwin Kowalski, polski dyrygent teatralny i operowy oraz kierownik muzyczny (ur. 1914)
- 10 lutego – Jim Pepper, amerykański Indianin, muzyk jazzowy, nowatorski saksofonista, śpiewak i kompozytor (ur. 1941)
- 15 lutego – William Schuman, amerykański kompozytor (ur. 1910)
- 22 lutego
  - Marta Suchecka, polska skrzypaczka i pedagog (ur. 1904)
  - Sudirman, malezyjski piosenkarz, kompozytor, aktor, pisarz i publicysta (ur. 1954)
- 4 marca – Sándor Veress, węgierski kompozytor, profesor konserwatorium w Budapeszcie (ur. 1907)
- 8 marca – Red Callender, amerykański kontrabasista i tubista jazzowy, kompozytor i nauczyciel jazzu (ur. 1916)
- 19 marca – Stefan Profic, polski organista, kompozytor i dyrygent (ur. 1892)
- 23 marca – Adam Mitscha, polski kompozytor, muzykolog, pedagog (ur. 1892)
- 27 marca – Harald Sæverud, norweski kompozytor (ur. 1897)
- 19 kwietnia
  - Jerzy Czaplicki, polski śpiewak operowy (baryton) (ur. 1902)
  - Erik Werba, austriacki pianista, pedagog i muzykolog (ur. 1918)
- 27 kwietnia – Olivier Messiaen, francuski kompozytor, organista, nauczyciel, z zamiłowania ornitolog (ur. 1908)
- 28 kwietnia – Andria Balancziwadze, gruziński kompozytor (ur. 1906)
- 5 maja – Jean-Claude Pascal, francuski aktor, piosenkarz i pisarz (ur. 1927)
- 6 maja – Marlene Dietrich, niemiecka aktorka i piosenkarka (ur. 1901)
- 9 maja – Franciszka Denis-Słoniewska, polska śpiewaczka operowa (mezzosopran) (ur. 1907)
- 17 maja – Lawrence Welk, amerykański dyrygent, akordeonista, bandleader (ur. 1903)
- 22 maja – György Ránki, węgierski kompozytor (ur. 1907)
- 26 maja – Irena Lewińska, polska śpiewaczka koncertowa (sopran liryczny), pedagog (ur. 1917)
- 29 maja – Spyder Sympson, irlandzki piosenkarz, kompozytor i muzyk (ur. 1964)
- 30 maja – Karl-Erik Welin, szwedzki kompozytor, pianista i organista (ur. 1934)
- 3 czerwca – Ettore Campogalliani, włoski kompozytor, muzyk, wokalista oraz nauczyciel (ur. 1903)
- 4 czerwca – Adnan Szachbułatow, czeczeński kompozytor i muzyk (ur. 1937)
- 11 czerwca – Rafael Orozco Maestre, kolumbijski piosenkarz i kompozytor, wykonywał muzykę latynoamerykańską (ur. 1954)
- 18 czerwca – Janusz Kruk, polski muzyk, kompozytor i wokalista grupy 2 plus 1 (ur. 1946)
- 20 czerwca – Charles Groves, angielski dyrygent (ur. 1915)
- 29 czerwca – Mario Rossi, włoski dyrygent (ur. 1902)
- 2 lipca – Camarón de la Isla, pochodzący z Hiszpanii cygański śpiewak flamenco (ur. 1950)
- 4 lipca – Astor Piazzolla, argentyński kompozytor (ur. 1921)
- 10 lipca – Krystyna Druszkiewicz, polska pianistka, pedagog muzyczny (ur. 1917)
- 23 lipca – Arletty, amerykańska aktorka, piosenkarka i modelka (ur. 1898)
- 30 lipca – Tonin Harapi, albański kompozytor i pianista (ur. 1928)
- 12 sierpnia – John Cage, amerykański kompozytor (ur. 1912)
- 21 sierpnia – Theodor Berger, austriacki kompozytor (ur. 1905)
- 3 września – Bruno Bjelinski, jugosłowiański i chorwacki kompozytor (ur. 1909)
- 17 września
  - Herivelto Martins, brazylijski kompozytor, piosenkarz i muzyk (ur. 1912)
  - Roger Wagner, amerykański dyrygent francuskiego pochodzenia (ur. 1914)
- 28 września – Czesław Grudziński, polski kompozytor i pedagog (ur. 1911)
- 17 października – Tadeusz Żmudziński, polski pianista i pedagog (ur. 1924)
- 19 października – Maurice Le Roux, francuski kompozytor i dyrygent (ur. 1923)
- 22 października – Konrad Pałubicki, polski kompozytor, muzykolog, pedagog, twórca hejnału bydgoskiego (ur. 1910)
- 8 listopada – Jerzy Dąbrowski, polski dziennikarz radiowy, poeta, autor tekstów piosenek, satyryk, bajkopisarz (ur. 1933)
- 13 listopada – Maurice Ohana, francuski kompozytor pochodzenia hiszpańskiego (ur. 1913)
- 14 listopada – George Adams, amerykański muzyk jazzowy, kompozytor i wokalista, saksofonista, flecista i klarnecista (ur. 1940)
- 15 listopada – Andrij Sztoharenko, ukraiński kompozytor i pedagog (ur. 1902)
- 18 listopada – Dorothy Kirsten, amerykańska śpiewaczka operowa (sopran) (ur. 1910)
- 22 listopada – Severino Gazzelloni, włoski flecista (ur. 1919)
- 23 listopada – Roy Acuff, amerykański muzyk country, wokalista i skrzypek (ur. 1903)
- 25 listopada – Karol Teutsch, polski skrzypek i dyrygent (ur. 1921)
- 29 listopada – Tomasz Kiesewetter, polski kompozytor i dyrygent (ur. 1911)
- 11 grudnia – Andy Kirk, amerykański saksofonista i tubista jazzowy (ur. 1898)
- 21 grudnia
  - Albert King, amerykański gitarzysta i wokalista bluesowy (ur. 1923)
  - Nathan Milstein, amerykański skrzypek (ur. 1904)
  - Leon Witkowski, polski muzykolog i filolog klasyczny, wykładowca uniwersytecki (ur. 1908)
- 26 grudnia – Nikita Magaloff, gruziński pianista (ur. 1912)
- 30 grudnia – Lusine Zakarian, radziecka i ormiańska śpiewaczka operowa (sopran) (ur. 1937)

## Albumy

### polskie
- Strip Tease – Acid Drinkers
- Exodus – Armia
- Narkotyki – Apteka
- Prawdziwa miłość – Atrakcyjny Kazimierz i Cyganie
- Wanda z Bandą i bez Bandy – Banda i Wanda
- Love – Edyta Bartosiewicz
- Miłość, muzyka, mordobicie – Big Cyc
- Cosmopolis – Brygada Kryzys
- 4 Pieces to Go – Budka Suflera
- Greatest Hits – Budka Suflera
- Blasfemia – Dezerter
- The Singles – Dżem
- Wehikuł czasu – Spodek ’92 – Dżem
- Wielka radość – Elektryczne Gitary
- Przystań pod gwiazdami – Eleni
- Singles Collection – Exodus
- Piosenki dla dzieci i rodziców – Marek Grechuta
- Złe sny – Hetman
- Kołysz mnie – Martyna Jakubowicz
- Krzyżtopór – Wojciech Jasiński
- Bankiet – Jacek Kaczmarski
- The Best of Kapitan Nemo – Kapitan Nemo
- Bastard – KAT
- Po co mi ten raj – Klan
- Ku nieboskłonom – Kobranocka
- Ciało i drewno – Kolaboranci
- Powrót z materii międzygwiazdowej – Władysław Komendarek
- Tajemnice horyzontu – Władysław Komendarek
- No 5 Live – Krzak
- Pieśni postne – Antonina Krzysztoń
- Lady Pank ’81–’85 – Lady Pank
- Obywatel świata – Obywatel G.C.
- Blues o starych sąsiadach – Pod Budą
- Krystyna Prońko 72–92 – Krystyna Prońko
- Mało zdolna szansonistka – Renata Przemyk
- Poganie! Kochaj i obrażaj – Róże Europy
- 22 Polish Punk Classics – różni wykonawcy
- Moja lista marzeń – różni wykonawcy
- Sedes Muzgó – Live – Sedes, Defekt Muzgó
- Wszyscy pokutujemy – Sedes
- Skawalker – Skawalker
- Czarny blues o czwartej nad ranem – Stare Dobre Małżeństwo
- Pod wielkim dachem nieba – Stare Dobre Małżeństwo
- Live in Łowicz – Stare Dobre Małżeństwo
- The Best of Ryszard Sygitowicz – Ryszard Sygitowicz
- King – T.Love
- Cios za cios – Top One
- Coraz wyżej – Top One
- Higher Heights – Trebunie-Tutki z Twinkle Brothers
- 52 dla przyjaciół – TSA
- Urszula & Jumbo – Urszula
- The Ultimate Incantation – Vader
- Zaćmienie Piątego Słońca – Voo Voo
- Wilki – Wilki
- Kolędy – Ziyo

### zagraniczne
- Sap – Alice in Chains
- Dirt – Alice in Chains
- The Karelian Isthmus – Amorphis
- Urban Discipline – Biohazard
- Blind Melon – Blind Melon
- Keep the Faith – Bon Jovi
- Matters of the Heart – Tracy Chapman
- Homebrew – Neneh Cherry
- Shhh – Chumbawamba
- Rush – Eric Clapton
- Unplugged – Eric Clapton
- The Future – Leonard Cohen
- Music to Driveby – Compton’s Most Wanted
- The Predator – Ice Cube
- Wish – The Cure
- Celine Dion – Céline Dion
- 13 Flavours of Doom – D.O.A.
- Untidy Suicides of Your Degenerate Children – Alice Donut
- The Chronic – Dr. Dre
- Good as I Been to You – Bob Dylan
- Angel Dust – Faith No More
- Kerplunk! – Green Day
- The Book Of Kells – Iona
- Fear of the Dark – Iron Maiden
- Izzy Stradlin and The Ju Ju Hounds – Izzy Stradlin and The Ju Ju Hounds
- Pressure Drop EP – Izzy Stradlin and The Ju Ju Hounds
- Shams el-Ghinnieh – Najwa Karam
- The Great Deceiver – King Crimson
- Revenge – KISS
- Blues fo the Red Sun – Kyuss
- Bricks Are Heavy – L7
- Diva – Annie Lennox
- Erotica – Madonna
- The Triumph of Steel – Manowar
- Psalm 69 – Ministry
- Holy Smoke – Peter Murphy
- Utopia Banished – Napalm Death
- Broken – Nine Inch Nails
- Hormoaning – Nirvana (tylko w Australii i Japonii)
- Incesticide – Nirvana
- King of Hearts – Roy Orbison
- Experience – The Prodigy
- That What is Not – Public Image Ltd
- 1992 Greatest Hits wyd. USA – Queen
- 1992 Classic Queen wyd.USA – Queen
- Classic Queen wyd. USA (VHS z teledyskami) – Queen
- Greatest Hits wyd. USA (VHS z teledyskami) – Queen
- Live at the Rainbow (VHS z koncertem) – Queen
- The Freddie Mercury Tribute Concert (podwójny VHS z koncertem) – Queen
- Final Concert Live in Japan wyd. Japonia (VHS z koncertem) – Queen
- Live at Wembley ’86 – Queen
- Box of Tricks – Queen
- Rage Against the Machine – Rage Against the Machine
- What Hits!? – Red Hot Chili Peppers
- Automatic for the People – R.E.M.
- Tourism – Roxette
- Dirty – Sonic Youth
- Core – Stone Temple Pilots
- Stranglers in the Night – The Stranglers
- Pleasure Death – Therapy?
- Nurse – Therapy?
- Beyond Sanctorum – Therion
- 1492: Conquest of Paradise (ścieżka dźwiękowa filmu) – Vangelis
- Black Arts Lead to Everlasting Sins – Varathron + Necromantia
- The Germ – Victims Family
- Bone Machine – Tom Waits
- The Ultimate Experience (UK) – Jimi Hendrix

## Nagrody
- Konkurs Piosenki Eurowizji 1992
  - „Why Me?”, Linda Martin
- Mercury Prize, Wielka Brytania: Primal Scream – album Screamadelica